# Voor water
Voor water is een artistiek kunstwerk in Amsterdam-Centrum.
Kunstenaar Harald Schole maakte voor het net ontstane A.S. Onderwijzerhof een beeld dat verwijst naar de synagoge aan het plein. Het bronzen deel is zijn interpretatie van de lichtdoorlatende koepel. De “poten” van dat deel kunnen gezien worden als lichtstralen die door de koepel schijnen; even zo goed kunnen de open ruimten tussen de staanders gezien worden als vensters. De koepelvorm is ook terug te vinden in de granieten boog (die uit twee delen is opgebouwd), die uit de grond omhoog komt er weer in daalt. Opvallend is de granieten staander, die lijkt er thematisch los van te staan; het zou een tegengewicht zijn, maar ook puur om het werk een andere spanning mee te geven. Het beeld kreeg een aparte plaatfundering. 
Na oplevering zagen kijkers toch iets anders; het bronzen object vertoont gelijkenis met een vijfpotige giraf; de stenen boog werd aangezien als regenworm. Schole vond het allemaal best; het was een teken dat het beeld opviel.
De onthulling vond plaats op 13 mei 1987, aldus een foto van Anefo.

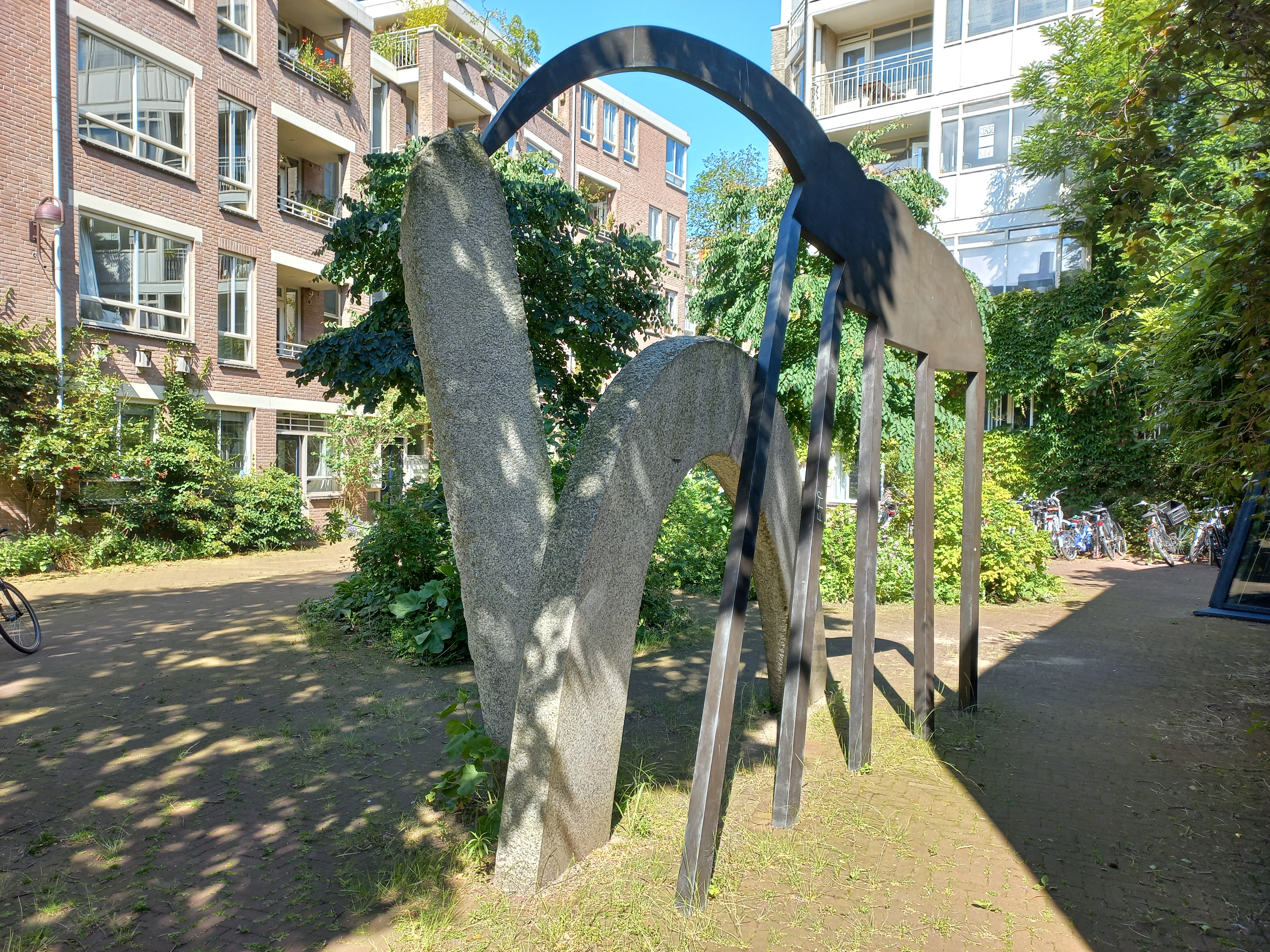
Voor water uit een andere hoek (juni 2024)